# Jan Cremer
Jan Cremer (Enschede, 20 de abril de 1940-19 de junio de 2024) fue un escritor, fotógrafo y pintor holandés. Su obra más conocida es la novela Ik, Jan Cremer ("Yo, Jan Cremer"; 1964) y la secuela Ik, Jan Cremer, tweede boek ("Yo, Jan Cremer, segundo libro"; 1966). La publicación de este libro creó escándalo en los Países Bajos por su contenido sexual explícito. Desde entonces ha estado activo como fotógrafo y pintor.

## Colecciones públicas
Entre las colecciones públicas que albergan obras de Jan Cremer, se encuentran las siguientes:
- Museum de Fundatie, Zwolle, Países Bajos
- Museo Boijmans van Beuningen, Róterdam, Países Bajos

## Obras
- Ik Jan Cremer (1964) [Traducción española: Yo, Jan Cremer. Traducido del inglés por Margarita García. Ciudad de México: Grijalbo, 1967]
- Ik Jan Cremer II (1966) [disponible también en alemán e inglés]
- Made in U.$.A. (1969) [disponible también en alemán]
- Oklahoma Motel (1969)
- The Late Late Show (1969)
- Sneeuw (1976)
- Logboek (1978)
- De Hunnen (Oorlog, Bevrijding, Vrede) (1983)
- De liefdes van Jan Cremer (1988)
- Wolf (1993)
- De Venus van Montparnasse (1999)